# George Costanza

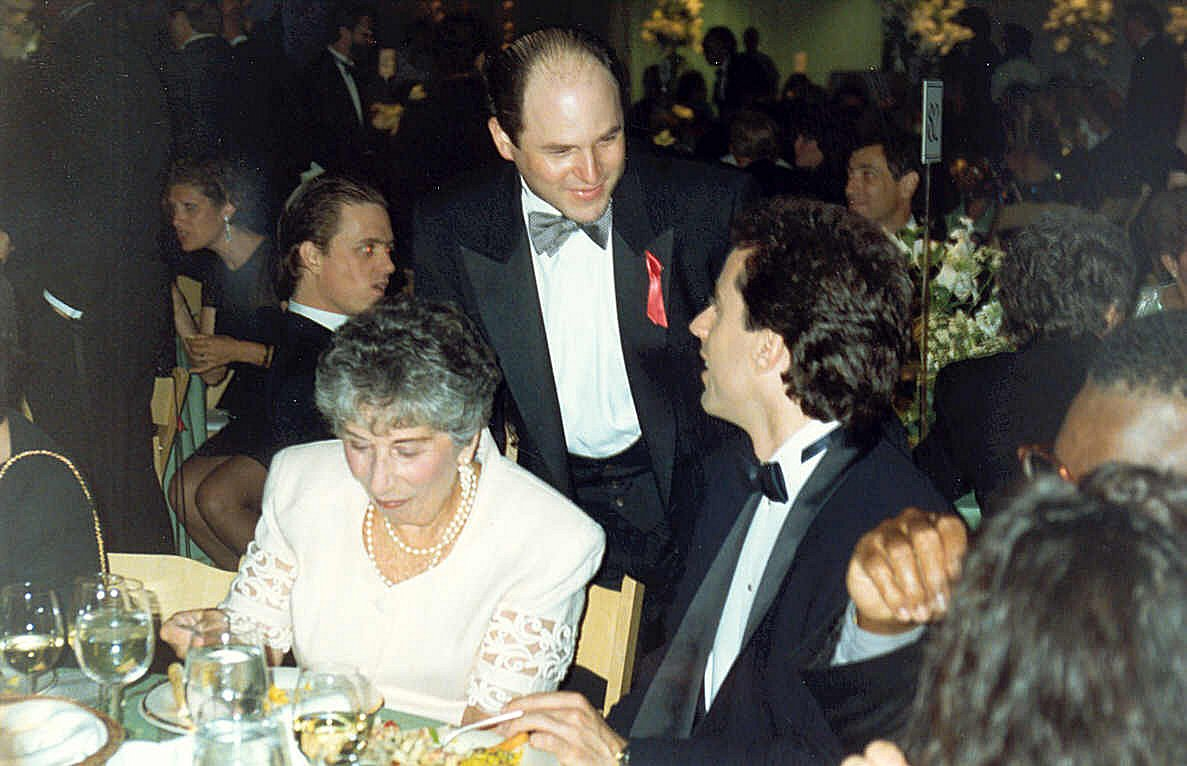
Jason Alexander, ator que interpreta George Costanza

George Louis Costanza é um personagem da sitcom estadunidense Seinfeld, interpretado por Jason Alexander.

## Criação

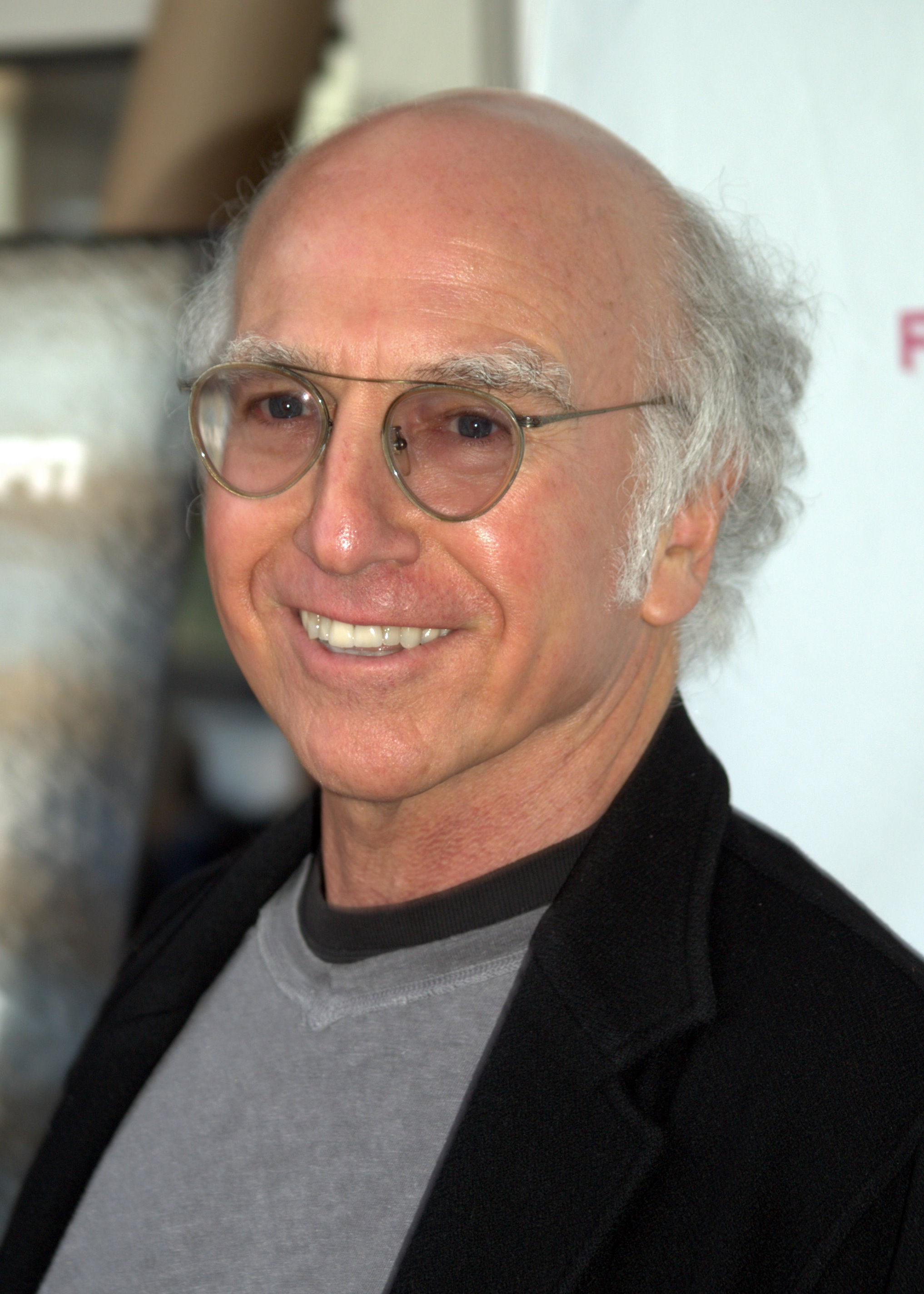
Larry David co-criador de Seinfeld, no qual George é inspirado.

George é baseado primeiramente no co-criador da série, Larry David e recebeu este nome em homenagem a um colega de faculdade de Jerry Seinfeld, Michael Costanza. Muitos dos acontecimentos de George eram baseados em fatos reais da vida de David. Em "The Revenge", por exemplo, quando George se demite por fúria para perceber depois que cometeu um erro, e voltar no dia seguinte como se nada tivesse acontecido, se baseia em um fato ocorrido com David quando trabalhava como escritor de Saturday Night Live.
Alexander, em seu primeiro teste para o papel, baseou a interpretação de George em Woody Allen. A medida que a série avançava, Alexander descobriu que o personagem era baseado em David. Como Alexander explica na  entrevista para o DVD, durante uma antiga conversa com David, Alexander questionou o roteiro, dizendo, “Isso jamais poderia acontecer com alguém, e mesmo se acontecesse, nenhum ser humano reagiria assim” e David respondeu, “O que você quer dizer? Isso aconteceu comigo uma vez, e é assim mesmo que reagi”
Jerry Seinfeld descreveu a personalidade George Costanza afirmando que “A raiva é a peça chave para sua personalidade, raiva justificável. É justificável do ponto de vista [de George]. Ele se deu mal, não teve sorte na vida, ele vai se vingar.”
Apesar disto, Michael Costanza chegou a processar o programa, alegando que ele mesmo era a inspiração o personagem, por se tratar de um homem de baixa estatura, gordo e careca. Entretanto, o veredito do julgamento foi em favor do programa. Sobre o caso, o juiz declarou: “Essencialmente, o autor do processo foi informado que seu caso era baseado em nada.” e “Enquanto um programa sobre nada pode ser bem-sucedido, uma ação deve ter mais substância.” Michael recorreu da sentença, mas novamente não ganhou.

## Características do personagem
George Costanza é caracterizado frequentemente como um perdedor (ou loser) neurótico e preguiçoso, quase sempre se dando mal.
É um sujeito solteiro e que passa a vida a frequentar entrevistas de trabalho nas diversas áreas comerciais, acabando por vezes por ser contratado mas nunca resistindo muitos dias a desampenhar a sua função devido ao seu baixo ego e ideias sem nexo. Conseguiu um emprego nos New York Yankees, onde não tinha que fazer nada, mas logo foi demitido. Vive dependente dos pais e das suas ideias antiquadas mesmo que não concorde com elas. Não tem rendimentos mas come em restaurantes diariamente graças aos amigos. Quando pensa que tem uma ideia e que sai a ganhar, sai a perder, e quase sempre em dinheiro. George é um perito na arte de mentir, o fez praticamente em toda a sua vida, é capaz de enganar um polígrafo e é uma qualidade apreciada no seu círculo de amigos; por outro lado, já não é tão bom em guardar segredos.

## Impacto
Pelo atuação como George Costanza, Jason Alexander foi indicado sete vezes ao Emmy, a prêmio de Melhor Actor numa Série de Comédia, mas não ganhou nenhuma vez.
Mesmo após o término da série, Jason Alexander é frequentemente chamado de George pelos fãs.